# پی‌دی‌اف/ای
پی‌دی‌اف/ای (به انگلیسی: PDF/A) نام رایج برای دسته‌ای از پرونده‌های پی‌دی‌اف منطبق با استاندارد ایزو است که مطابق آن تضمین می‌شود کلیهٔ متعلقات لازم برای پردازش و نمایش صحیح پرونده (مانند قلم‌های به کار رفته) در درون آن ذخیره شوند. این دسته از پرونده‌های پی‌دی‌اف برای بایگانی‌های طولانی‌مدت مناسب هستند. تبدیل این پرونده‌ها به قالب‌های رایج دیگر مانند مایکروسافت ورد و اچ‌تی‌ام‌ال ساده است.